# A Scream in the Night (film fra 1919)
A Scream in the Night er en amerikansk stumfilm fra 1919 af Burton King og Leander de Cordova.

## Medvirkende
- Ruth Budd som Darwa
- Ralph Kellard som Robert Hunter
- Edna Britton som Vaneva Carter
- John Webb Dillion som Silvio
- Edward Roseman som Lotec